# Le Passant chagrin
Le Passant chagrin (titre original : Grief) est un roman d'Andrew Holleran paru en 2006, traduit de l'américain par Christine Spadaccini et publié aux éditions Mic Mac en 2008. Il a reçu le prix Stonewall Book Award 2007.

## L'histoire
Ébranlé par la mort récente de sa mère invalide, un professeur esseulé vient s'installer à Washington pour tenter d'échapper à son ancienne vie. Là, confronté à la présence de l'homme solitaire qui l'héberge, à la sombre ambiance qui règne dans cette ville et aux pages étranges, pleines de folie et de passion du journal de Mary Todd Lincoln, il va découvrir des vérités insoupçonnées sur l'Amérique et son histoire, sur la perte des êtres chers et le chagrin. 